# スシトレイン (レストランチェーン)
スシトレイン (Sushi Train) は、1994年にクイーンズランド州ゴールドコーストで創業した、 回転寿司を中心とする日本食ファーストフードを提供する、オーストラリアのレストラン・チェーン。「オーストラリアの寿司の歴史を作り上げてきたパイオニア」と称されることもある。

## 概要
創業者のボブ山形は、1954年に秋田県に生まれ、レストラン、ケータリング、アパレル業などを経験した後、オーストラリアへ移住し、起業した。創業当初から、日本人向けではなく、現地のオーストラリア人顧客の獲得に取り組み、メニューの中心を握り寿司ではなく、巻物、特にウラ巻きとするなどの工夫をした。